# Marie Šindlerová
Marie Šindlerová (24. února 1907 – ???) byla česká a československá politička Komunistické strany Československa a poúnorová poslankyně Národního shromáždění ČSR.

## Biografie
Ve volbách roku 1954 byla zvolena za KSČ do Národního shromáždění ve volebním obvodu Valašské Meziříčí-Vsetín-Holešov. V Národním shromáždění zasedala až do konce jeho funkčního období, tedy do voleb v roce 1960.
K roku 1954 se profesně uvádí jako předsedkyně vesnického spotřebního a výrobního družstva Jednota v obci Lhotka nad Bečvou.